# اوچوی میلا
اوچوی میلا (به اسپانیایی: Uchuy Milla) یک کوه در پرو است که در Peru, Cusco Region واقع شده‌است. اوچوی میلا ۵٬۳۰۰ متر بالاتر از سطح دریا واقع شده‌است.